# جون أبوتس
جون أبوتس (10 أكتوبر 1924- 10 فبراير 2008) كان لاعب كرة قدم إنجليزي.